# 蝎子山水库
蝎子山水库是中国安徽省六安市霍邱县境内的一座水库，位于淮河支流史河上，建于1985年。水库正常库容为1449万立方米，集雨面积为3平方千米，海拔为51.1米。